# امبا آرادام
امبا آرادام (به لاتین: Amba Aradam) یک کوه در اتیوپی است که در منطقه تیگرای واقع شده‌است. امبا آرادام ۲٬۷۵۶ متر بالاتر از سطح دریا واقع شده‌است.